# Toxodon
Toxodon je rod vyhynulého savce, který žil v období pliocénu až pleistocénu na území Jižní Ameriky. Byl asi 2,7 metru dlouhý, v kohoutku byl vysoký 1,5 metru a vážil okolo 1,5 tuny. Jedním z prvních přírodovědců, kteří našli jeho zkameněliny, byl Charles Darwin, který získal lebku Toxodona v Uruguayi. Později objevil více jeho pozůstatků, jež všechny zaslal do Velké Británie známému přírodovědci a paleontologu Richardu Owenovi, který toxodona r. 1837 popsal. To, že se fosílie toxodonů z různých lokalit navzájem liší je jeden z mnoha důkazů evoluce.
Vědci se zpočátku domnívali, že Toxodon žil obojživelným způsobem života, podobně jako dnešní hroši, čemuž nasvědčovaly nozdry, umístěné vysoko na hlavě. Jeho fosílie jsou však nalézány v oblastech suchých a polosuchých. Po prozkoumání jeho kostry vyšlo najevo, že se stavbou těla podobal spíše dnešním nosorožcům.
Příčinou zániku jednoho z nejznámějších prehistorických savců mohli být pralidé, protože v blízkosti mnoha koster toxodonů byly nalezeny hroty šípů.

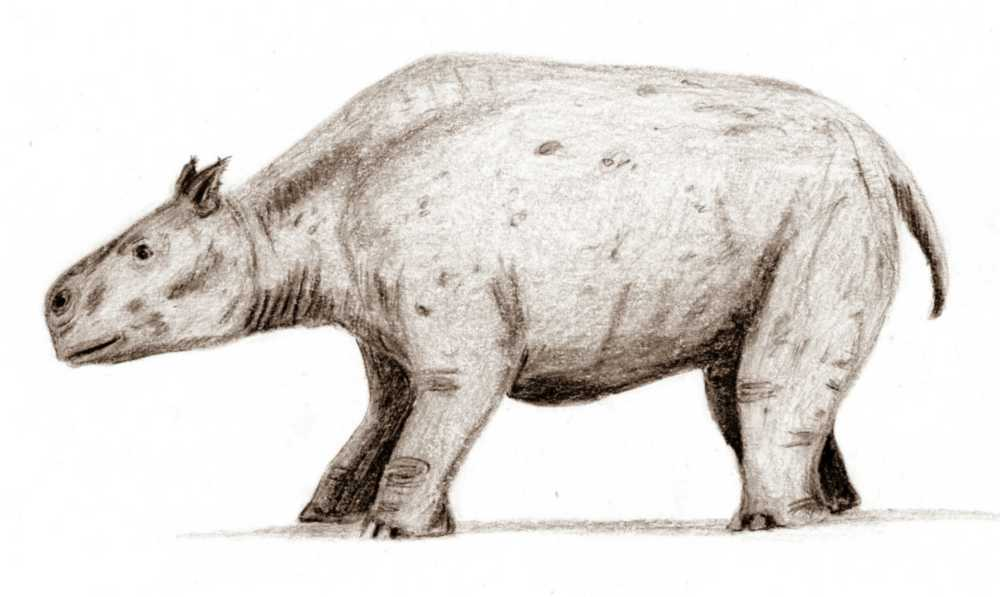
Rekonstrukce toxodona

## V populární kultuře
Toxodon je znám především svou rolí ve čtvrté epizodě fiktivně dokumentárního seriálu Prehistorický park. Zde je vyslovena domněnka, že podobně jako hroch obýval Toxodon okolí jezer.